# Hubert Kós
Hubert Kós (Telki, 28 de março de 2003) é um nadador húngaro.

## Início da vida
Kós tem laços familiares com o Condado de Kerry, no sudoeste da Irlanda, e já o visitou várias vezes desde que era menino. Sua avó paterna é irlandesa, enquanto seu avô paterno é húngaro, que emigrou para a Irlanda com sua família aos 6 anos de idade em 1946. O pai de Kós passou a infância em Cork.
Ele tem dois irmãos mais novos: um irmão, Olivér, que também é nadador, e uma irmã, Allison. Ele estudou na American International School de Budapeste.

## Carreira
Em 3 de março de 2023, no Campeonato da Conferência Pac-12 de 2023 no King County Aquatic Center em Federal Way, Estados Unidos, Kós ganhou a medalha de bronze no medley individual de 400 jardas com um tempo de 3:37.68. No dia anterior, ele ficou em décimo lugar geral, segundo na final b, no medley individual de 200 jardas com um tempo de 1:42.37. No quarto dia de quatro no geral, 4 de março, ele ficou em quarto lugar no nado costas de 200 jardas com um tempo de 1:39.21, que ficou 2,27 segundos atrás do medalhista de ouro Destin Lasco do California Golden Bears.
Como calouro (primeiro ano) no Campeonato da Divisão I da NCAA de 2023 no final do mês, Kós começou ficando em terceiro lugar na final B do medley individual de 200 jardas no segundo dia com um melhor tempo pessoal de 1:41.61 para contribuir para uma varredura do pódio da final B pelos nadadores do Arizona State Sun Devils (9º, 10º, 11º no geral). No dia seguinte, ele ficou em quarto lugar na final noturna do medley individual de 400 jardas, terminando 8,18 segundos atrás do medalhista de ouro e companheiro de equipe do Sun Devils, Léon Marchand, com um tempo de 3:37.00, que se seguiu a um melhor tempo pessoal de 3:36.86 nas preliminares da manhã que o qualificou para a classificação final em quarto lugar. No quarto e último dia, ele ganhou a primeira medalha do Campeonato da NCAA de sua carreira universitária nos 200 jardas costas, ganhando a medalha de bronze com um melhor tempo pessoal de 1:37.96.
Na TYR Pro Swim Series de 2023, em abril em Westmont, Estados Unidos, Kós ficou em quarto lugar nos 100 metros costas no terceiro dia com um melhor tempo pessoal de 53,83 segundos. Isso se seguiu a um quarto lugar nos 400 metros medley individual no segundo dia com um tempo de 4:14.08. No quarto e último dia, ele alcançou um melhor tempo pessoal de 1:56.28 nas preliminares dos 200 metros costas, classificando-se para a classificação final em primeiro lugar, antes de vencer a final em um melhor tempo pessoal e de qualificação para o Campeonato Mundial de Esportes Aquáticos de 2023 de 1:55.95, que foi 1,02 segundos mais rápido do que o próximo competidor mais rápido.